# ويليام أور
ويليام أور (بالإنجليزية: William Orr)‏ هو نقابي أسترالي، ولد في 25 أبريل 1900 في بلزهيل ‏ في المملكة المتحدة، وتوفي في 9 مارس 1954 في Canley Vale, New South Wales ‏ في أستراليا.